# Salgo pa la calle
Salgo pa la calle è un singolo del gruppo musicale Mesita e del rapper argentino Duki, pubblicato il 19 giugno 2020.

## Tracce
1. Salgo pa la calle – 2:50